# (1871) Astyanax
(1871) Astyanax ist ein Asteroid aus der Gruppe der Jupiter-Trojaner. Damit werden Asteroiden bezeichnet, die auf den Lagrange-Punkten auf der Bahn des Jupiter um die Sonne laufen. (1871) Astyanax wurde am 24. März 1971 vom Forscher-Team Cornelis Johannes van Houten, Ingrid van Houten-Groeneveld und Tom Gehrels entdeckt. 
Benannt wurde der Asteroid nach Astyanax, einer legendären Figur des Trojanischen Krieges.